# Lygodactylus montanus
Espèce
Statut de conservation UICN

 LC  : Préoccupation mineure
Lygodactylus montanus est une espèce de geckos de la famille des Gekkonidae.

## Répartition
Cette espèce est endémique de Madagascar.
Sa présence en Tanzanie est incertaine.

## Étymologie
Le nom spécifique montanus vient du latin montanus, se rapportant aux montagnes, en référence à la répartition de ce saurien.

## Publication originale
- Pasteur, 1965 "1964" : Notes préliminaires sur les lygodactyles (gekkonidés). IV. Diagnoses de quelques formes africaines et malgaches. Bulletin du Museum National d'Histoire Naturelle, Paris, vol. 36, p. 311-314.